# Alice Terry
Alice Frances Taaffe (24 de julio de 1899 - 22 de diciembre de 1987), conocida profesionalmente como Alice Terry, fue una actriz de cine y directora estadounidense. Comenzó su carrera durante la era del cine mudo, apareciendo en treinta y nueve películas entre 1916 y 1933. A pesar de que el aspecto característico de Terry era su cabello rubio, en realidad era morena y se puso su primera peluca rubia en Hearts Are Trumps (1920) para poder lucir diferente a Francelia Billington, quién era la otra actriz de la película. Terry interpretó a varios personajes diferentes en la película contra la guerra Civilization, codirigida por Thomas H. Ince y Reginald Barker. Alice volvió a usar su peluca rubia para interpretar su papel más aclamado como "Marguerite" en la película Los cuatro jinetes del Apocalipsis (1921), y se quedó con la peluca para futuros papeles. En 1925, su esposo, Rex Ingram, codirigió Ben-Hur y filmó partes de la película en Italia. Los dos decidieron mudarse a la Riviera Francesa, donde instalaron un pequeño estudio en Niza y realizaron varias películas en locaciones del norte de África, España e Italia para MGM y otros estudios. En 1933, Terry hizo su última aparición cinematográfica en Baroud, que fue codirigida por su esposo.

## Primeros años
Terry nació como Alice Frances Taaffe en Vincennes, Indiana, el 24 de julio de 1899. A principios de la década de 1910, ella y su familia se mudaron al sur de California.

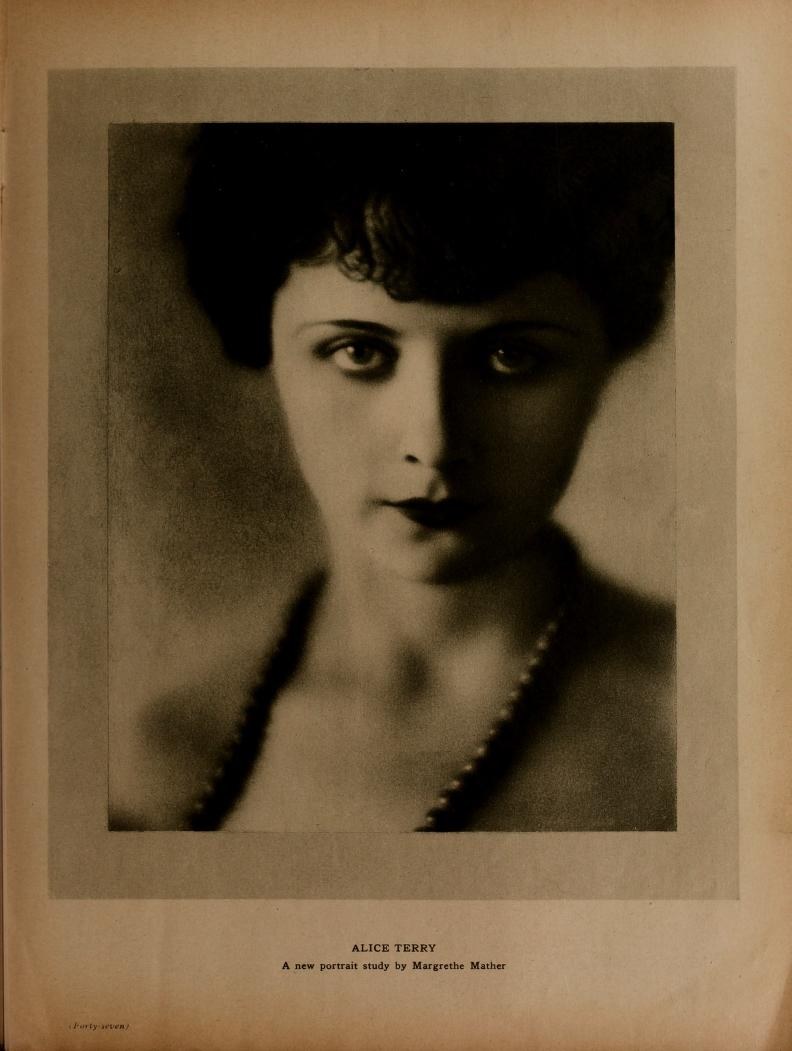
Margrethe Mather, Alice Terry, Diciembre de 1922, en Motion Picture Classic, vol. 10, no. 4

## Carrera
Terry hizo su debut cinematográfico en 1916 en la película Not My Sister, junto con Bessie Barriscale y William Desmond Taylor.
Terry comenzó a trabajar en películas como extra durante su adolescencia, trabajando en Thomas Ince Studio. Trabajó para Triangle Film Corporation desde 1916 hasta 1919. Durante dos años trabajó en las salas de edición de Famous-Players-Lasky. Este trabajo la ayudó más tarde cuando trabajó junto con su esposo.
Terry estaba casada con Rex Ingram, quién era un destacado director. Uno de sus mayores problemas en su carrera fue protagonizar las películas dirigidas por su esposo. Sus papeles en películas dirigidas por su esposo la dejaron pasiva e inmemorable. Ingram también contrató a estrellas masculinas que hicieron que la eclipsaron aún más en The Conquering Power (1921), The Prisoner of Zenda (1922) y otras películas. Un escritor de una revista de aficionados describió a Terry como una "arcilla flexible" o fácilmente manipulable en la industria cinematográfica.

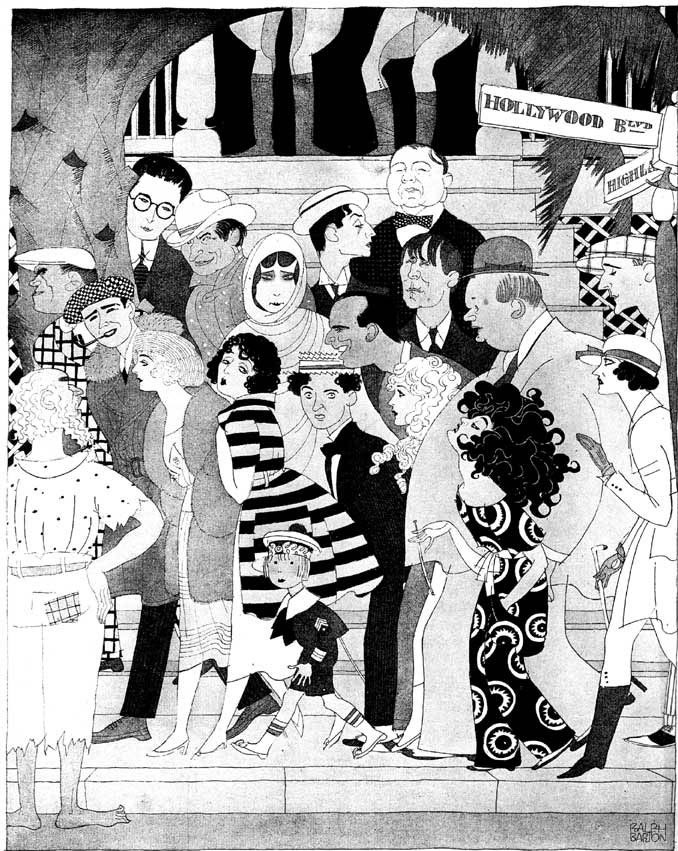
Esta caricatura de Vanity Fair de 1922 realizada por Ralph Barton muestra a personas famosas, que según su imaginación, salían cada día del trabajo en Hollywood.

En 1924 y 1925 el matrimonio entre Terry e Ingram estuvo en peligro, y en ese período trabajó con otros directores. Durante este período, Terry trabajó en cinco películas, pero sus papeles en Any Woman (1925) y Sackcloth and Scarlet (1925), ambas de Paramount Pictures, demostraron que ella era una estrella legítima lejos de su esposo. Cuando volvieron a estar juntos, Terry asumió un papel más oculto.
El trabajo de Terry en Famous-Players-Lasky la ayudó de forma desconocida para el público. Ingram a menudo se ponía demasiado temperamental para trabajar mientras dirigía películas, así que Terry se encargó de ello. Era una editora de cine competente y aprendió a dirigir por un maestro. Cuando Ingram fue a producir su última película, y única sonora, Baroud (1933), Terry le ayudó tanto que fue nombrada codirectora y dirigió todas las escenas en las que aparecía Ingram.
Terry trabajó con Ramón Novarro, quién era una popular estrella de cine de México que atrajo al público como un "latin lover", y se hizo conocido como un símbolo sexual después de la muerte de Rodolfo Valentino. Muchos han dicho que Novarro superó a Terry en muchas películas como The Prisoner of Zenda (1922), The Arab (1924) y otras; pero esto no obstaculizó su amistad.

## Vida personal
El 5 de noviembre de 1921, Terry se casó con Ingram durante la producción de The Prisoner of Zenda (1922), donde el dirigió y ella apareció interpretando a la Princesa Flavia. Se escabulleron durante un fin de semana, se casaron en Pasadena y regresaron al trabajo puntualmente el lunes siguiente.[cita requerida]
En 1923, Terry e Ingram decidieron mudarse a la Riviera Francesa. Donde formaron un pequeño estudio en Niza e realizaron varias películas en locaciones del norte de África, España e Italia para MGM y otros estudios.[cita requerida]

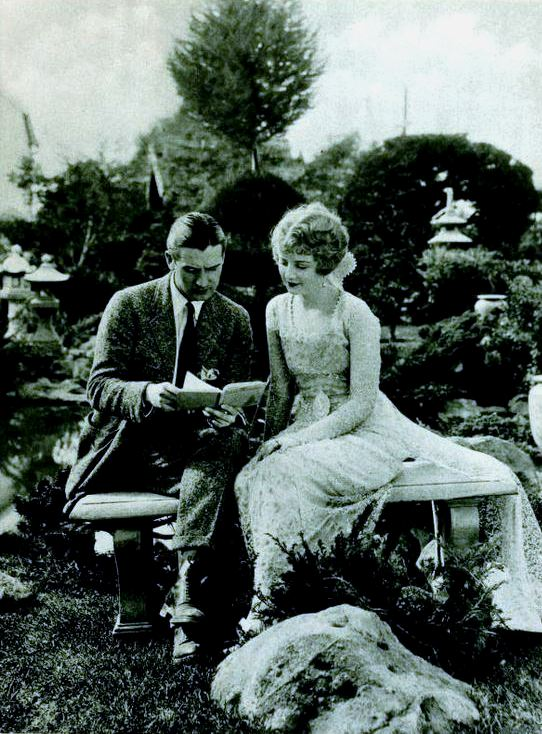
Terry juntó con su esposo, Rex Ingram. Photoplay, Marzo de 1922.

Durante la realización de The Arab (1924) en Túnez, conocieron a un niño de la calle llamado Kada-Abd-el-Kader, a quién adoptaron al enterarse de que era huérfano. Al parecer, Al parecer, tergiversó su edad para parecer más joven a sus padres adoptivos.[cita requerida]
Terry era conocida por ser de mente abierta y actuaba como tapadera de la sexualidad de Ramón Novarro. En la década de 1930, fue con Novarro, Barry Norton y otros actores homosexuales de las localidades nocturnas de Hollywood a actuar como portada, lo que recibió una reacción violenta en la revista The Hollywood Reporter.
Cuando Ingram decidió regresar a Los Ángeles, le pidió a Terry que buscara una casa junto a un río. Una noche, cuando Terry estaba bebiendo con unos amigos, le ordenó al taxi que se detuviera para que pudiera vomitar. Cuando Terry terminó, miró hacia arriba y vio una propiedad en Studio City en el río Los Ángeles y decidió que ese sería el lugar donde estaría su nuevo hogar con Rex.
Una vez que Terry e Ingram regresaron a los Estados Unidos, comenzaron a tener problemas con su hijo adoptivo, Kada-Abd-el-Kader. Él "comenzó a asociarse con mujeres rápidas y autos rápidos en todo el Valle de San Fernando. Terry e Ingram decidieron enviarlo de regreso a Marruecos "para terminar la escuela."[cita requerida] Kada-Abd-el-Kader nunca volvió a la escuela, pero más tarde se convirtió en guía turístico en Marruecos y Argel. El-Kader siempre le decía a los turistas que era hijo adoptivo de Ingram y Terry.[cita requerida]
Terry e Ingram se retiraron en la década de 1930 y se dedicaron a la pintura. Cuando Ingram murió en 1950, Terry invitó a cuatro de sus amantes a su funeral. Cuando le preguntaron cómo podía invitar a cuatro de sus amantes a la fiesta posterior al funeral, dijo: "A quién le importa, soy la única que puede llamarse a sí misma como Sra. Rex Ingram."
Después de la muerte de Ingram. La hermana de Terry, Edna, se mudó a la propiedad ubicada en Kelsey Street y empezó a controlar la vida de Alice. Alice tenía un amante, Gerald Fielding, quién quería vivir con ella, pero Edna se lo prohibió. Se especula que Edna estaba celosa de Alice, Edna comenzó a trabajar como extra en películas al igual que su hermana, pero luego se casó con un asesor financiero y dejó de actuar por completo.
Terry todavía estaba activa durante la década de 1970. Le encantaba hacer fiestas los domingos por la tarde y salir a cenar con extravagantes abrigos de visón hasta el suelo. Estaba orgullosa de su apariencia y quería asegurarse de que todas las demás mujeres sintieran envidia.

## Muerte
El 22 de diciembre de 1987, Terry murió debido a la enfermedad de Alzheimer en un hospital en Burbank, California. Su tumba se encuentra en el Valhalla Memorial Park Cemetery en North Hollywood, Los Ángeles, California. Por su contribución en la industria cinematográfica, Alice Terry recibió una estrella en el Paseo de la Fama de Hollywood en el 6626 Hollywood Boulevard.

## Filmografía

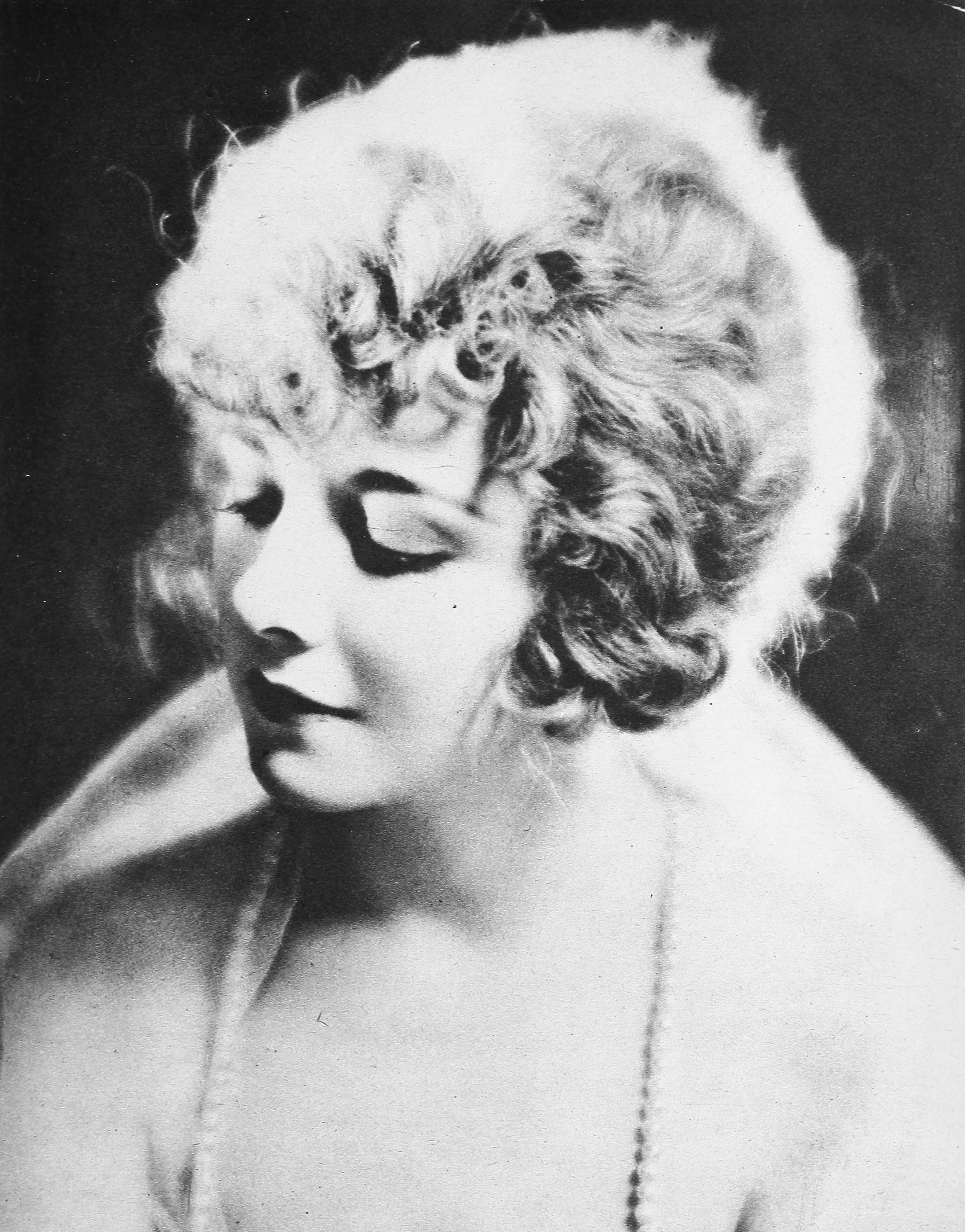
Terry en Picture-Play, Mayo de 1921

| Año  | Título                              | Papel                                                       | Notas                                                                       |
| ---- | ----------------------------------- | ----------------------------------------------------------- | --------------------------------------------------------------------------- |
| 1916 | Not My Sister                       | Ruth Tyler                                                  | Acreditada como Alice Taafe Película perdida                                |
| 1916 | Civilization                        | Extra (Varios, desde un campesino, hasta un soldado alemán) | Sin acreditar                                                               |
| 1916 | A Corner in Colleens                | Daisy                                                       | Acreditada como Alice Taafe Película perdida                                |
| 1917 | Wild Winship's Widow                | Marjory Howe                                                | Acreditada como Alice Taafe Película perdida                                |
| 1917 | Strictly Business                   |                                                             | Lost film                                                                   |
| 1917 | The Bottom of the Well              | Anita Thomas                                                |                                                                             |
| 1917 | Alimony                             | Extra                                                       | Uncredited Lost film                                                        |
| 1918 | The Clarion Call                    |                                                             | Lost film                                                                   |
| 1918 | A Bachelor's Children               | Penelope Winthrop                                           | Lost film                                                                   |
| 1918 | Old Wives for New                   | Saleslady                                                   | Acreditada como Alice Taafe Película perdida                                |
| 1918 | The Song and the Sergeant           |                                                             | Película perdida                                                            |
| 1918 | Sisters of the Golden Circle        | Mrs. Pinkey McGuire                                         | Película perdida                                                            |
| 1918 | The Brief Debut of Tildy            | Tildy                                                       | Película perdida                                                            |
| 1918 | Love Watches                        | Charlotte Bernier                                           | Película perdida                                                            |
| 1918 | The Trimmed Lamp                    |                                                             | Película perdida                                                            |
| 1919 | Thin Ice                            | Jocelyn Miller                                              |                                                                             |
| 1919 | The Love Burglar                    | Elsie Strong                                                | Acreditada como Alice Taafe Película perdida                                |
| 1919 | The Valley of the Giants            | Mrs. Cardigan                                               | Acreditada como Alice Taafe Título alternativo: In the Valley of the Giants |
| 1919 | The Day She Paid                    |                                                             | Acreditada como Alice Taafe Título alternativo: Oats and the Woman          |
| 1920 | Shore Acres                         | Extra                                                       | Sin acreditar Película perdida                                              |
| 1920 | The Devil's Pass Key                | Extra                                                       | Sin acreditar Película perdida                                              |
| 1920 | Hearts Are Trumps                   | Dora Woodberry                                              |                                                                             |
| 1921 | The Four Horsemen of the Apocalypse | Marguerite Laurier                                          |                                                                             |
| 1921 | The Conquering Power                | Eugenie Grandet                                             | Título alternativo: Eugenie Grandet                                         |
| 1922 | Turn To The Right                   | Elsie Tillinger                                             |                                                                             |
| 1922 | The Prisoner of Zenda               | Princesa Flavia                                             |                                                                             |
| 1923 | Where the Pavement Ends             | Matilda Spener                                              | Película perdida                                                            |
| 1923 | Scaramouche                         | Aline de Kercadiou, sobrina de Quintin                      |                                                                             |
| 1924 | The Arab                            | Mary Hilbert                                                |                                                                             |
| 1925 | The Great Divide                    | Ruth Jordan                                                 |                                                                             |
| 1925 | Sackcloth and Scarlet               | Joan Freeman                                                | Película perdida                                                            |
| 1925 | Confessions of a Queen              | Frederika/The Queen                                         | Incompleta                                                                  |
| 1925 | Any Woman                           | Ellen Linden                                                | Película perdida                                                            |
| 1926 | Mare Nostrum                        | Freya Talberg                                               | Título alternativo: Our Sea                                                 |
| 1926 | The Magician                        | Margaret Dauncey                                            |                                                                             |
| 1927 | Lovers                              | Felicia                                                     | Película perdida                                                            |
| 1927 | The Garden of Allah                 | Domini Enfilden                                             | Incompleta                                                                  |
| 1928 | The Three Passions                  | Lady Victoria Burlington                                    |                                                                             |
| 1932 | Baroud                              |                                                             | Codirectora Título alternativo: Love in Morocco                             |